# 沙朗塞 (科多尔省)
沙朗塞（法語：Charencey，法語發音：[ʃaʁɑ̃sɛ]）是法国科多尔省的一个市镇，位于该省中部，属于蒙巴尔区。

## 地理
沙朗塞（47°25'19"N, 4°40'18"E）面积4.84 平方千米，位于法国勃艮第-弗朗什-孔泰大區科多尔省，该省份为法国中东部省份，北起奥布省，西接涅夫勒省和约讷省，南至索恩-卢瓦尔省，东南接汝拉省，东临上索恩省，东北部与上马恩省接壤。
与沙朗塞接壤的市镇（或旧市镇、城区）包括：韦雷苏萨尔迈斯、尚普勒诺、蒂尔塞、奥克苏瓦地区维利。

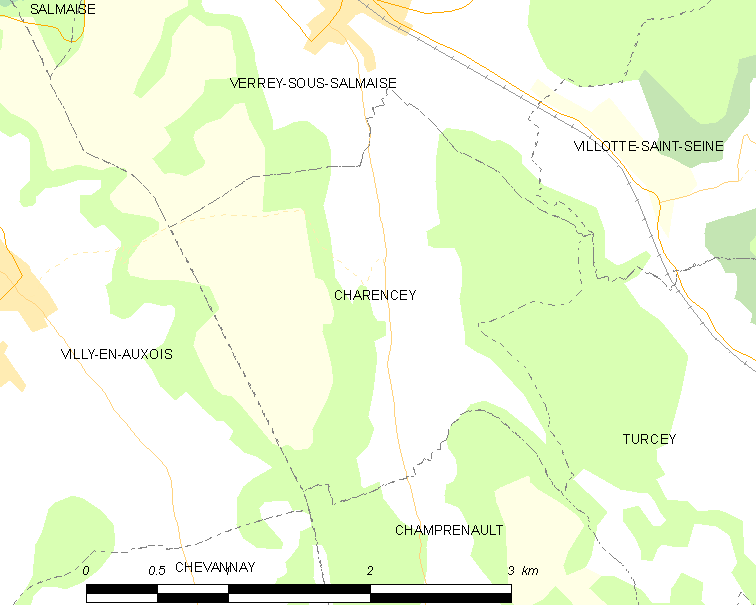
的OSM定位图

沙朗塞的时区为UTC+01:00、UTC+02:00（夏令时）。

## 行政
沙朗塞的邮政编码为21690，INSEE市镇编码为21144。

## 政治
沙朗塞所属的省级选区为蒙巴尔县。

## 人口

1962-2008年间人口变化图示

沙朗塞于2022年1月1日时的人口数量为37人。